# Деодато, Майк
Майк Деодато (англ. Mike Deodato; род. 23 мая 1963, Кампина-Гранди, Параиба, Бразилия), также известный как Майк Деодато младший (англ. Mike Deodato Jr.) — профессиональный псевдоним художника Диодату Тауматургу Боржис Филью (порт. Deodato Taumaturgo Borges Filho).

## Биография
Одной из первых работ Деодато был фото-реалистичный комикс, который являлся адаптацией телесериала «Красавица и чудовище» 1987 года и был опубликован в «Innovation Publishing». Деодато получил известность в Северной Америке, где вместе с Уильямом Месснером-Лоебсом работал над популярной серией комиксов Wonder Woman. После работы над Wonder Woman он некоторое время был бессменным художником другой серии комиксов под названием Mighty Thor вместе с Уорреном Эллисом, а затем работал над серией Glory с Робом Лифелдом на Image Comics и Maximum Press.
В то время как в 90-х его стиль во многом был схож с творчеством Джима Ли, он изменил его на более упрощённый, фото-реалистичный и местами угрюмый стиль. Впервые он начал его использовать в работе над The Incredible Hulk, авторства Брюса Джонса. С тех пор он работал над спин-оффом Доктора Стрэнджа Witches и стал бессменным художником комиксов The Amazing Spider-Man и The New Avengers. Впоследствии работал над серией Thunderbolts с Уорреном Эллисом, начиная со 110 выпуска. Деодато затем стал постоянным художником ограниченной серии Dark Avengers с Брайаном Майклом Бендисом, которая вытекала из окончания Secret Invasion. Вместе с писателем Эдом Брубейкером он иллюстрировал Secret Avengers в мае 2010 года. Затем он вернулся к серии New Avengers.

## Творчество

### Dark Horse
- Lady Death vs. Vampirella
- Star Wars Tales 7
- Xena #9-14

### DC
- Batgirl Annual #1 (2000)
- Batman #570 (1999)
- Batman 80-Page Giant #3 (с другими художниками) (2000)
- Batman: Shadow of the Bat #87 (1999)
- Detective Comics #736 (1999)
- Legends of the DC Universe (Wonder Woman) #4-5 (1998)
- Wonder Woman, vol. 2, #0, 85, 90-100 (1994–95)

### Image
- Glory #1-10 (among other artists) (1995–96)
- Jade Warriors #1-3 (1999–2000)
- WildC.A.T.s #47 (совместно с Эдом Бенесом) (1998)

### Marvel
- Amazing Spider-Man (Spider-Man) #509-529; (Гарри Озборн) #546 (2004–08)
- Avengers #380-382, 384-385, 387-388, 390-391, 393-395, 397-402 (1994–96)
- Avengers, vol. 4, #34 (2010)
- Avengers, vol. 5, #9-13, 24, 37, 39, 41, 44 (2013–15)
- Avengers: The Crossing (1995)
- BrooklyKnight #1 (2012)
- Captain America #616-617 (с другими художниками) (2011)
- Dark Avengers #1-6, 9-16 (2009–10)
- Dark Avengers/Uncanny X-Men: Exodus (совместно с Тэрри Додсоном) (2009)
- Dream Police (2005)
- Elektra #1-19 (1996–98)
  - Elektra #-1 (1997, выпуск флэшбека)
- Guardians of Knowhere (2015) [2]
- Incredible Hulk vol. 2, #447-453 (1996–97)
- Incredible Hulk, vol. 3, #50-54, 60-65, 70-72 (2003–04)
- Incredible Hulk: Hercules Unleashed (1996)
- Journey into Mystery #503-506, 508-511 (1996–97)
- Moon Knight, vol. 2, #20 (2008)
- New Avengers #17-20 (2006)
- New Avengers, vol. 2, #9-30, 34 (2010–12)
- New Avengers, vol. 3, #7-12, 28 (2013–15)
- New Avengers Finale (с другими художниками) (2010)
- Original Sin #1-8 (2014)
- Punisher: War Journal, vol. 2, #4 (2007)
- Secret Avengers #1-4, 6-10, 12 (2010–11)
- Spider-Man Unlimited #21-22 (1998)
- Thor vol. 1, #491-502 (1995)
- Thunderbolts #110-121 (2007–08)
- Thunderbolts Prelude (1997, переизданное первое появление команды в Incredible Hulk vol. 2, #449)
- Tigra #1-4 (2002)
- Ultimates Annual #2 (2006)
- Witches #1-4 (2004)
- Wolverine, vol. 2, Annual #2 (2008)
- Wolverine: Origins #28-30 (2008–09)
- X-Men: Legacy #212 (вместе со Скотом Итоном) (2008)
- X-Men: Original Sin one-shot (2008)
- X-Men Unlimited #32 (2001)
- X.S.E., мини-серии, #1-4 (1996–97)

### Другие работы
- Beauty and the Beast (Innovation Publishing)
- The Cartoon Art of Mike Deodato, Jr. Dec 2013 (Red Giant Entertainment)
- Death Kiss (Maximum Press)
- Lady Death #5-8 (Chaos!)
- Lady Death vs. Vampirella: Uncommon Ground (Chaos!)
- Lost in Space (Innovation)
- Mack Bolan: The Executioner (Innovation)
- Mike Deodato's Comics & Stories Summer 2014 (Red Giant Entertainment) [3]
- Mike Deodato's Jade Warriors 2014 (Red Giant Entertainment)
- Mike Deodato Jr's Sketchbook (2014) (Red Giant Entertainment)
- Purgatori (Chaos!)
- Quantum Leap (Innovation)
- Samuree, vol. 2, #3 (Continuity)
- Turok (Valiant)